# Monte Kusatsu-Shirane

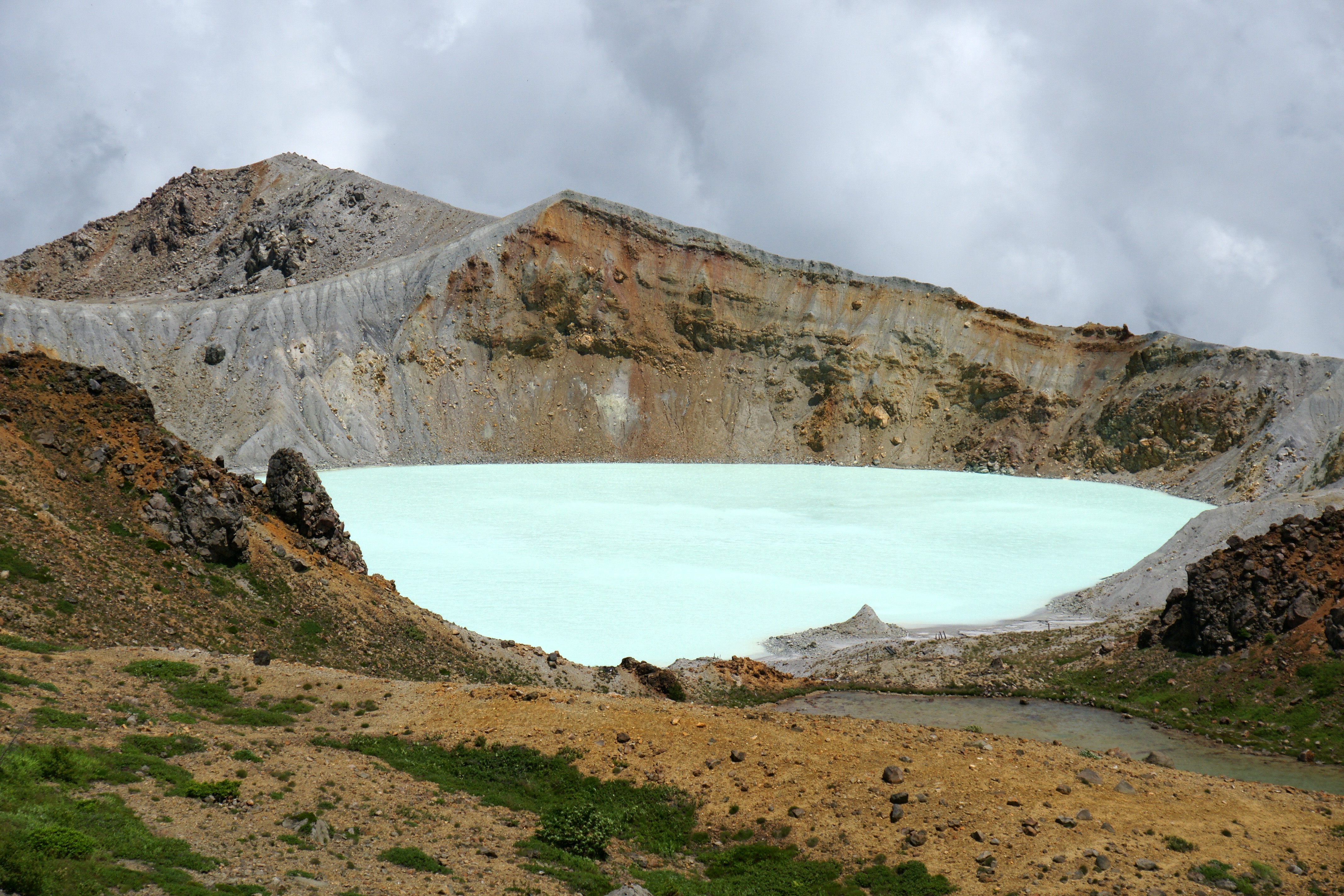
Yugama

Il monte Kusatsu-Shirane (草津白根山?, Kusatsu Shirane-san)  (2.171 m s.l.m.) è un vulcano attivo che si trova a Kusatsu, Giappone. Si chiama Kusatsu Shirane per distinguerlo dal Monte Nikkō-Shirane dall'altra parte della prefettura di Gunma. La cima di questo vulcano si trova immediatamente a nord del Monte Asama, si compone di una sovrapposizione di coni vulcanici e di tre laghi vulcanici. Il più grande di questi è Yu-Gama, un lago acido di colore turchese.
Il monte Kusatsu-Shirane venne inserito nella lista dei "100 famosi monti del Giappone" (Nihon Hyaku-meizan) di Kyūya Fukada.
In seguito ad un'eruzione inattesa, il 23 gennaio 2018, una persona è rimasta uccisa e almeno 11 ferite, a causa delle pietre lanciate dall'esplosione del Kusatsu-Shirane e dalle valanghe dovute agli accumuli nevosi sulle pendici del vulcano.